# Guinagourou
Guinagourou è un arrondissement del Benin situato nella città di Pèrèrè (dipartimento di Borgou) con 13.581 abitanti (dato 2006).